# Sical
SICAL o Sical es una marca de café portuguesa. Fue fundada en Oporto en 1947 por Vicente Peres con el nombre de SICAL ( sigla de Sociedade Importadora de Cafés, Limitada ). Fue precursora en la utilización de la publicidad, en especial desde 1956, y desde entonces ha invertido en promocionar la marca a través de campañas publicitarias. En 1960 abrió su primera sucursal en Lisboa, en la rúa de Alfândega.
Fue adquirida por Nestlé Portugal S. A. en 1987, teniendo desde entonces su sede en Linda-a-Velha, sede de Nestlé en Portugal. En 2005 amplió su negocio a Sudáfrica.  

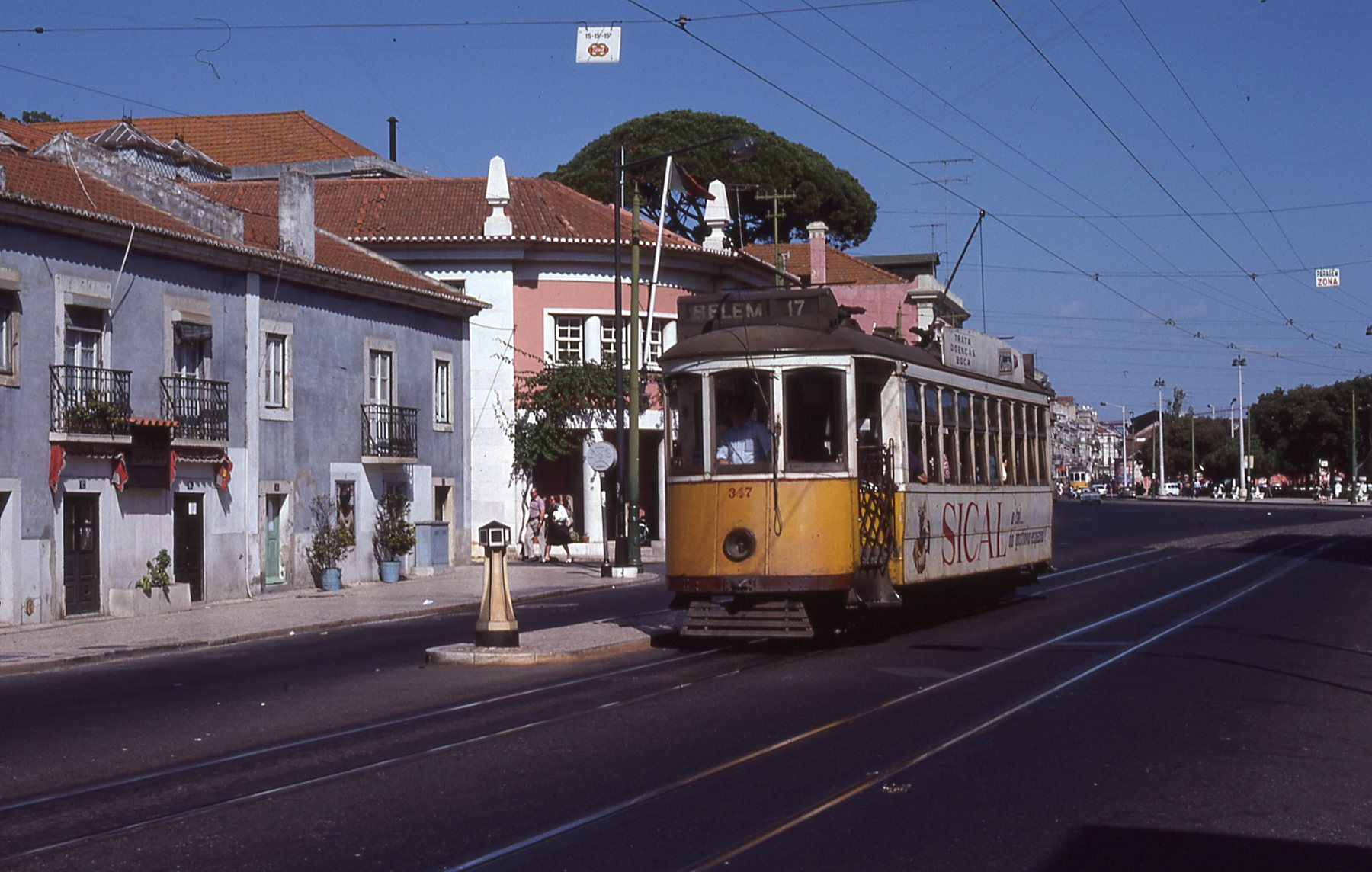
Tranvía de Lisboa con publicidad de Sical, en 1977.